# Zerai Deres
Zerai Deres (in amarico ዘርኣይ ደረስ, Zärə'ayə Däräs, a volte traslitterato Zeray o Zer'ai e Derres o Deress; Azzega, 1º marzo 1915 – Barcellona Pozzo di Gotto, 6 luglio 1945) è stato un traduttore e patriota eritreo considerato nella sua patria e in Etiopia un eroe nazionale dell'anticolonialismo e dell'antifascismo.
Nel 1938 fu protagonista a Roma di un fatto di sangue che in patria fu considerato come un episodio di protesta contro il colonialismo italiano, in seguito al quale fu condannato all'internamento in un ospedale psichiatrico giudiziario, in cui rimase per sette anni fino alla morte. Il gesto, mitizzato nel dopoguerra, è considerato dalla storiografia eritrea ed etiope un evento collegato alla resistenza etiopica contro l'occupazione italiana.
Negli anni 1970 venne insignito postumo del titolo onorifico di degiasmacc, massimo titolo dignitario militare etiope.

## Biografia

### Primi anni

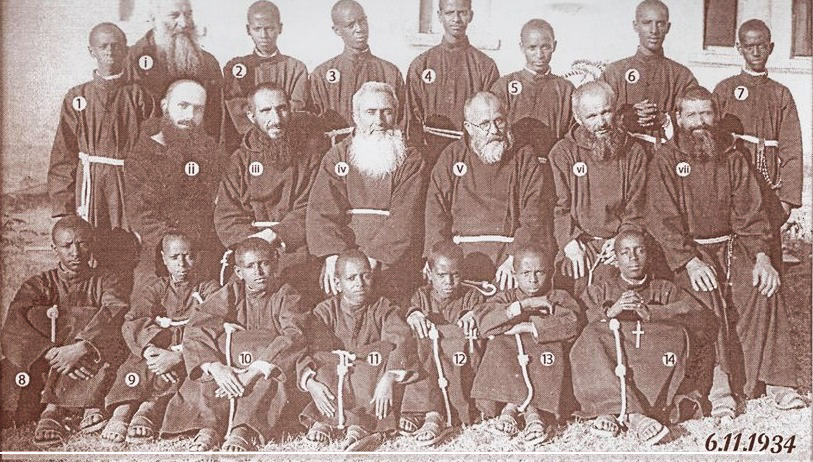
I primi fratini cappuccini eritrei con i loro superiori a Saganèiti il 6 novembre 1934: Zerai Deres (quarto da sinistra in alto e contraddistinto con il numero 3) prese il nome di Francesco da Adiyeheys

Zerai Deres, di etnia tigrè, nacque il 21 megabìt 1908 del calendario etiopico (1º marzo 1915 secondo il calendario gregoriano) nel kebelè di Adiyeheys del comune di Azzega, nella provincia di Serae. All'età di due anni rimase orfano di padre, cosicché la famiglia si trasferì a Azzega, villaggio di origine della madre, a una ventina di chilometri dall'Asmara, all'epoca capitale della colonia eritrea italiana. Convertitosi alla fede cattolica, studiò presso le scuole italiane della colonia, dove imparò la lingua italiana.
Il 6 novembre 1934, insieme ad altri tredici giovani eritrei, entrò con il nome di Francesco da Adiyeheys nel primo seminario serafico dei frati cappuccini di Saganèiti, fondato da padre Prospero da Milano. Abbandonò gli studi di fronte all'arroganza razzista dei suoi insegnanti, rimanendo però all'interno di un'associazione cattolica, in cui al sabato sera si studiava anche la storia dell'Etiopia. In seguito trovò impiego come interprete.
Il 6 ottobre 1936, firmandosi come "Un indigeno", inviò una lettera di protesta all'editore del Corriere dell'Impero di Asmara, il quale aveva proposto l'abolizione di qualunque forma di promiscuità con gli "indigeni". Secondo Zerai, i nativi avevano fornito agli italiani i mezzi necessari per il loro sopraggiungere: nella sua ottica, il fraintendimento di quelli che per lui erano così tanti meriti e atti di eroismo compiuti a favore dell'Italia poteva essere indicativo solo di un governo straniero e imperialistico.
(Un indigeno, Corriere dell'Impero, 6 ottobre 1936)
Nell'aprile 1937, poco prima di partire per l'Italia,  si sposò con una ragazza chiamata Alemash, conosciuta a Saganèiti.

### Arrivo a Roma

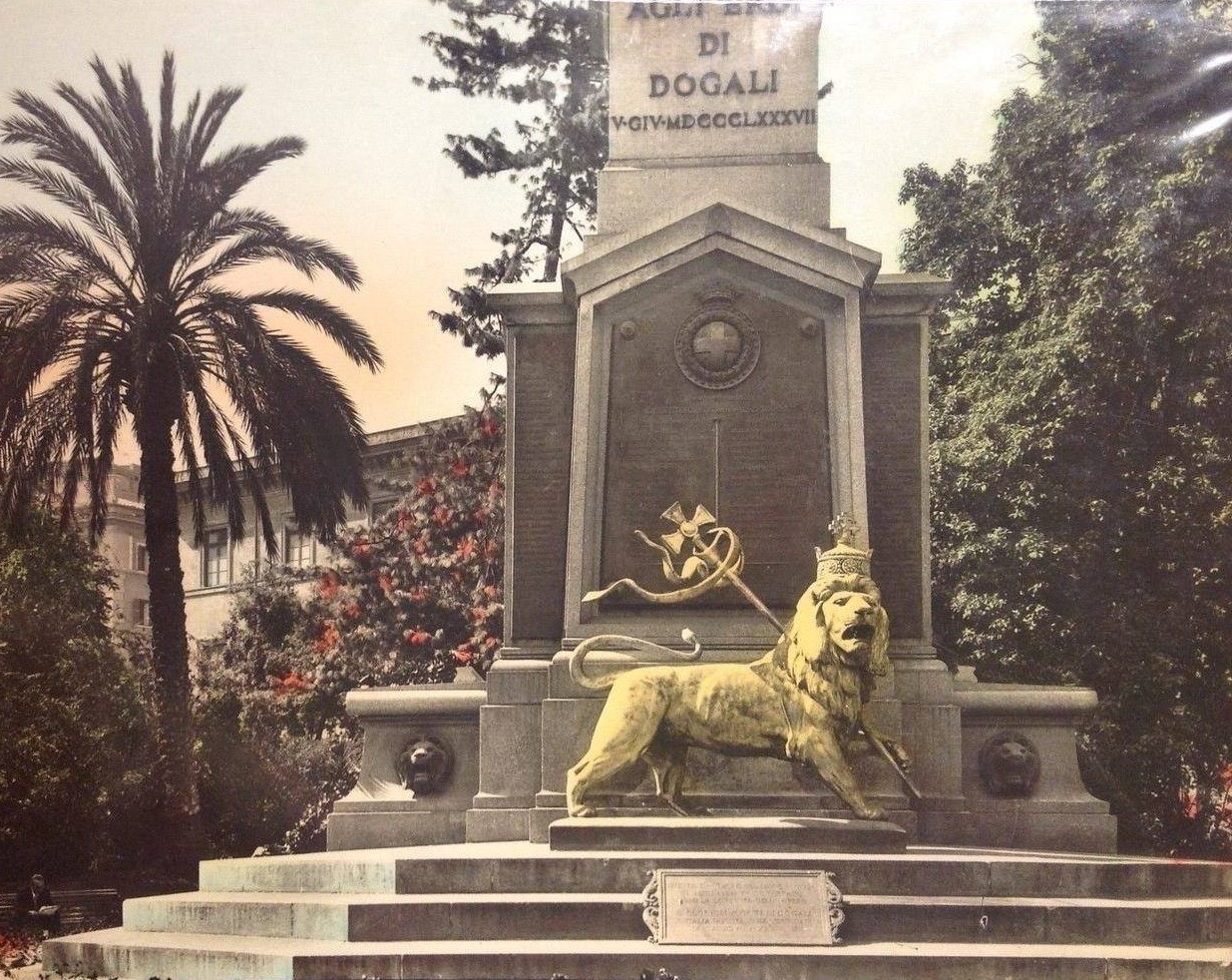
Il Leone di Giuda presso il monumento ai Caduti di Dogali a Roma, prima della restituzione

In seguito al fallito attentato a Rodolfo Graziani (all'epoca viceré dell'Africa Orientale Italiana e governatore generale dello Scioa) avvenuto il 19 febbraio 1937 per opera di due eritrei, venne effettuata la sanguinosa rappresaglia di Addis Abeba (conosciuta in Etiopia come Yekatit 12), che comportò l'uccisione di migliaia di persone e l'arresto di molti aristocratici amhara, quattrocento dei quali circa furono in seguito deportati a Roma, Longobucco, Mercogliano, Ponza, Tivoli e all'Asinara.
Per far fronte alla gestione dei deportati abissini, Zerai Deres venne assunto dal Ministero delle colonie come traduttore per i nobili etiopi deportati in Italia: all'età di 23 anni, arrivò così a Roma nell'estate del 1937, poco dopo l'arrivo dei primi deportati abissini.
Durante il soggiorno nella capitale, seguì attentamente gli avvenimenti della guerra coloniale e con un crescente sentimento di rabbia e impotenza di fronte alle notizie che giungevano dall'Etiopia, traducendo per i ras abissini le notizie riportate dalla stampa italiana. Scrisse alcune lettere al fratello Tesfazion, rimasto in patria, in cui descriveva il clima di ostilità e razzismo in Italia, esprimendo la sua impazienza di ritornare a casa.

### L'incidente al memoriale dei caduti di Dogali

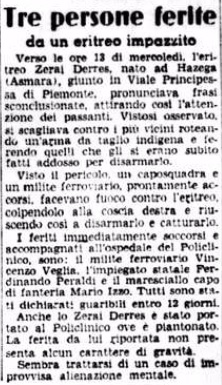
La notizia pubblicata da Il Messaggero (17 giugno 1938)

Dopo aver ricevuto i documenti necessari per il ritorno in Eritrea, Zerai si recò a salutare tutti i conoscenti: in tale occasione gli venne affidata un'arma tradizionale da collezione, che avrebbe dovuto consegnare a suo superiore a Napoli, prima di imbarcarsi sul piroscafo diretto a Massaua nel Mar Rosso.
Il 15 giugno 1938, poco prima del suo previsto rientro in Eritrea, Deres si recò verso l'ora di pranzo in viale Principessa di Piemonte (oggi viale Luigi Einaudi), ove si inginocchiò ai piedi della scultura del Leone di Giuda, simbolo della monarchia etiope e della fedeltà del suo popolo, trafugata come bottino di guerra dagli italiani, portata a Roma e infine collocata sotto al monumento ai caduti di Dogali l'8 maggio 1937 in occasione del primo anniversario della proclamazione dell'impero.
Mentre intorno all'interprete si radunava una piccola folla, un militare italiano tentò di interromperlo nella sua devozione. A questo punto l'eritreo, urlando parole oltraggiose per l'Italia e il Duce e lodi per il Negus, estrasse una scimitarra colpendo il milite ferroviario Vincenzo Veglia, l'impiegato statale Ferdinando Peraldi e il maresciallo capo di fanteria Mario Izzo, che riportarono ferite lievissime guaribili entro dodici giorni. Secondo alcune fonti giornalistiche dell'epoca, intervenne per fermare l'aggressione anche un garzone di una macelleria, che si scagliò con la propria bicicletta contro l'eritreo, riportando anch'egli un taglio. Altre fonti riportano il ferimento di diversi passanti.
Infine, giunsero due soldati che misero fine all'aggressione, esplodendo quattro colpi di pistola in direzione di Zerai Deres, che venne colpito dal milite ferroviario Pasquale Vaccaro alla coscia in maniera non grave.

### Internamento e morte
L'episodio venne considerato dalle autorità come un'azione di un malato di mente: Zerai Deres venne quindi arrestato, ricoverato e piantonato presso l'ospedale del Policlinico Umberto I. Il 1º agosto ne venne disposto il ricovero presso il manicomio di Santa Maria della Pietà in Roma, dove a seguito di osservazione venne dichiarato "delirante paranoicale in senso persecutorio". Giudicato come incapace assoluto d'intendere e volere e pertanto persona socialmente pericolosa, venne assolto dal Tribunale speciale per la difesa dello Stato, che ne dispose il ricovero in manicomio giudiziario. Zerai venne poi trasferito ed internato nell'ospedale psichiatrico giudiziario "Vittorio Madia" di Barcellona Pozzo di Gotto, in provincia di Messina.
Durante l'internamento, tentò incessantemente di provare la propria lucidità mentale, ma non fu mai creduto dai medici italiani, scrivendo anche diverse lettere alla famiglia. In una missiva datata 3 dicembre 1938, affermava di trovarsi in buona salute e chiedeva al fratello Tesfazion di restituire il titolo onorifico ricevuto dal governo italiano.
Zerai morì presso il manicomio criminale di Barcellona Pozzo di Gotto all'età di trent'anni, nel luglio 1945.

### Rimpatrio della salma
Nel 1938, Tesfazion Deres, già fondatore del Partito Eritrea Indipendente, riteneva che il fratello Zerai fosse vivo e stesse bene in una prigione in Italia. Insieme ad altri eritrei interessò il ministro degli affari esteri etiope Embaié Uoldemariàm al fine di presentare il suo caso alla Corte Imperiale dell'Etiopia; per questo, Tesfazion scrisse una lettera di supplica indirizzata all'imperatore d'Etiopia Hailé Selassié per chiedere la messa a disposizione di un aereo per raggiungere l'Italia e riportare a casa suo fratello. La richiesta, tuttavia, non ebbe inizialmente riscontro da parte dell'imperatore.
Nel luglio 1939 Tesfazion riuscì finalmente a raggiungere il fratello nel carcere siciliano, ma non poté far nulla per liberarlo.
Dopo la morte di Deres, il fratello lottò duramente per rimpatriare in Eritrea le spoglie, che furono tumulate all'interno della chiesa di Santa Maria ad Azzega, di fronte alla quale è collocato un monumento che ritrae l'eroe nazionale insieme a due leoni.

## Reazioni all'incidente del memoriale di Dogali

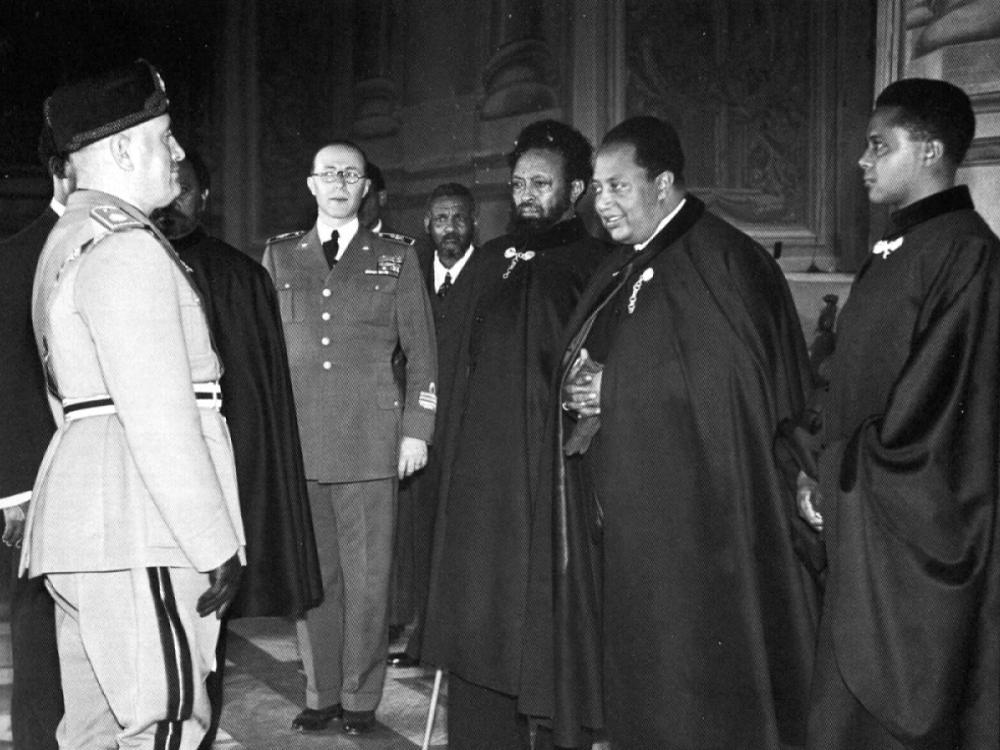
Ras abissini ricevuti a Roma da Benito Mussolini nel 1936

In un periodo di tensioni in cui per motivi politici Benito Mussolini stava programmando il rimpatrio in Etiopia di aristocratici abissini sgraditi a Roma (nel luglio del 1939 ne sarebbero rimasti a Roma solo una novantina), quel piano venne improvvisamente accelerato quando nel giugno lo stesso Mussolini apprese che Zerai Deres, interprete per i ras confinati a Roma, aveva gridato invettive contro l'Italia e lodi a favore di Selassié di fronte al monumento ai Caduti di Dogali.
Informato inoltre che alcune persone erano rimaste gravemente ferite nel tentativo di mettere a tacere un eritreo, Mussolini andò su tutte le furie e ordinò il rimpatrio totale di tutti i nobili etiopi. L'incidente all'obelisco di Dogali fu ritenuto un fatto gravissimo dalle autorità fasciste: da un lato la censura fascista pose in fretta una coltre di silenzio, dall'altro lato vi fu un allarme generale che decretò il rimpatrio immediato «col primo mezzo [di] tutti gli interpreti indigeni attualmente residenti a Roma». Il giorno stesso del fatto, il ministero dell'Africa italiana inviò un telegramma contenente la disposizione di rimpatriare immediatamente tutti gli interpreti indigeni, con un ordine perentorio:
Tuttavia il rimpatrio degli abissini proseguì a rilento, poiché ogni caso andava giudicato singolarmente e con attenzione; peraltro, a Roma risiedevano alcuni dignitari etiopi, tra cui i ras Sejum Mangascià, Ghetacciù Abaté e Kebbedé Guebret e il degiac Asrate Mulughietà, sospettati di avere ispirato la protesta di Zerai Deres; per questo motivo Attilio Teruzzi, sottosegretario al ministero dell'Africa Italiana, avrebbe preferito esiliare questi ultimi in Libia o nel Dodecaneso.

## Mitizzazione

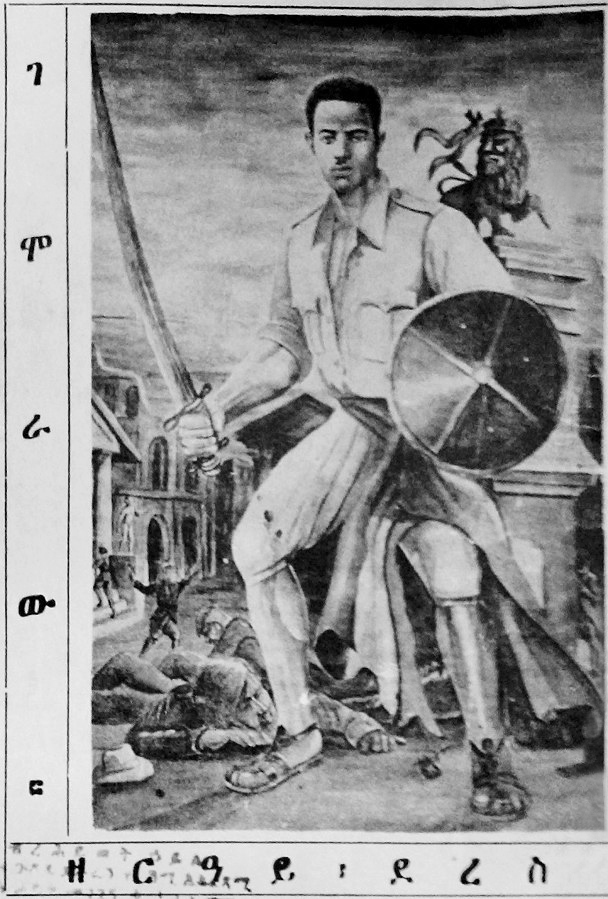
La vicenda di Zerai Deres venne mitizzata nel dopoguerra, fino a farlo divenire un eroe nazionale

Al termine della seconda guerra mondiale la vicenda di Zerai Deres fu riscritta, mitizzata, drammatizzata e cantata in Etiopia per celebrarlo come un eroe della resistenza anticolonialista, soprattutto da parte dei filo-etiopi contrari alla separazione dell'Eritrea dall'Etiopia.
In particolare, grazie alla prevalenza della tradizione orale, si andarono ad aggiungere numerosi e anche contrastanti dettagli che esaltarono il personaggio, fino a farlo divenire, tutt'oggi in Etiopia ed Eritrea, un eroe nazionale leggendario che lottò e morì per l'unità del Paese. La resistenza anticolonialista di Zerai, ridotta a un semplice gesto spontaneo e simbolico di disperazione, ma inequivocabile e immediatamente comprensibile a tutti in un contesto in cui l'oralità era prevalente su quella scritta, "gli aprì le porte del pantheon nazionale".
Le diverse ricostruzioni collocano dunque l'incidente del Leone di Giuda in date differenti e nell'ambito di una manifestazione celebrativa, relativa all'anniversario dell'annuncio dell'impero italiano (la notizia diffusa in seguito all'incidente dall'agenzia di stampa britannica Reuters riportava peraltro che Deres era giunto a Roma quale membro della delegazione etiope scelta per partecipare alla cerimonia dell'anniversario della conquista dell'Etiopia, che si svolse in realtà all'inizio del mese precedente) oppure al primo anniversario dell'ingresso degli italiani ad Addis Abeba. Il giovane eritreo era stato comunque scelto per partecipare a una parata militare, indossando il costume tradizionale e recando una spada cerimoniale con la quale avrebbe dovuto salutare Vittorio Emanuele III di Savoia, Benito Mussolini e Adolf Hitler (sebbene, come attestato dalle cronache del tempo, nessuno dei tre si trovasse a Roma nel giorno in cui avvenne l'incidente). Giunto in piazza dei Cinquecento, sarebbe stato colpito da un improvviso amok dopo aver scorto la scultura dorata del Leone di Giuda, simbolo della monarchia cui i propri antenati avevano giurato fedeltà: in un impeto di patriottismo anticoloniale, avrebbe deciso di interrompere il passo, inginocchiandosi e pregando verso il monumento. Alcuni dicono che abbia pensato all'imperatore Teodoro II d'Etiopia, che sconfitto dagli inglesi a Magdala nella Pasqua del 1868, decise di spararsi un colpo di pistola piuttosto che arrendersi: questo suicidio era già un gesto classico dell'epopea patriottica etiope. Interrotto nelle sue preghiere da un poliziotto, Zerai l'avrebbe colpito, ferendo o uccidendo poi con la spada cerimoniale vari soldati italiani al grido di «Il Leone di Giuda è vendicato!», prima di essere ucciso sul colpo o arrestato. Altre versioni indicano invece che nel corso della parata egli, alla vista della statua, con improvviso sentimento di rabbia avrebbe colpito con la spada il primo soldato italiano trovato sul proprio percorso e poi ne avrebbe feriti e uccisi numerosi altri, forse cinque o più, prima di essere arrestato o ucciso sul posto dai fascisti.
Tutte queste versioni, pur così differenti e spesso contraddittorie l'una con l'altra, sono legate alla necessità di celebrare un evento che diventa esemplare agli occhi delle persone: vero o falso che sia, "servono prove, immagini forti dell'album nazionale, senza le quali nessuna storia sarebbe credibile". Tuttavia, pur non essendo esattamente concordanti tutte le sfaccettature, tutte le versioni "esistono" e dal loro confronto, l'evento rinasce come reale nei suoi elementi materiali, seppur ambiguo nel suo sincretismo.

### Nella cultura di massa

Francobollo commemorativo del 75º anniversario della vittoria dei patrioti etiopi: Zerai Deres (terzo da destra) è raffigurato con la bandiera nazionale in pugno

Il 22 ottobre 1945 il quotidiano governativo in lingua inglese The Ethiopian Herald pubblicò un necrologio intitolato La morte chiama a sé uno dei più grandi patrioti etiopi. Nel 1948 la vicenda venne ulteriormente drammatizzata da Alazar Tesfa Michael nell'articolo sugli Eroi eritrei pubblicato sul settimanale New Times and Ethiopia News.
In occasione del giubileo d'argento dell'incoronazione dell'imperatore d'Etiopia (avvenuto nell'anno 1948 del calendario etiopico, corrispondente al 1955-1956) venne pubblicato un gran numero di opere in lingua amarica: fra queste diversi drammi teatrali a tema storico aventi come soggetto l'invasione italiana, compresa la Storia di un patriota eritreo: Zerai Deres (ታሪክ በቲያትር መልክ: ዘርዓይ ደረስ, Tārik ba-tiyāter malk: Zarʻāy Daras) scritta da Antanah Alamù.
Negli anni settanta la vicenda del patriota eritreo venne narrata nell'opera teatrale Gamoraw: Zerai Deres, scritta dalla commediografa etiope Yelma Manaye e interpretata da Wegayehu Nigatu (1944-1990), all'epoca noto attore presso il Teatro nazionale etiope di Addis Abeba. Quando la rappresentazione giunse in Eritrea per essere messa in scena al teatro di Asmara, l'interpretazione dell'eroe nazionale da parte di Wegayehu Nigatu fu accolta con successo dal pubblico e fu così convincente che Tesfazion Deres volle ospitare a casa propria l'attore per due settimane al fine di poter conversare con qualcuno che assomigliasse così tanto al fratello morto in Italia.
Il poeta laureato etiope Tsegaye Gabre-Medhin compose negli anni ottanta un'opera teatrale storica basata sulla vicenda di Zerai Deres. Nelle arti visive, il patriota è stato il soggetto di sculture, tra cui quella di Tadesse Mamecha del 1971. Nella musica invece, è stato omaggiato nel nome dalla Zerai Deres Band, un gruppo musicale eritreo attivo dagli anni settanta e specializzato in musica jazz e folk.

## Eredità

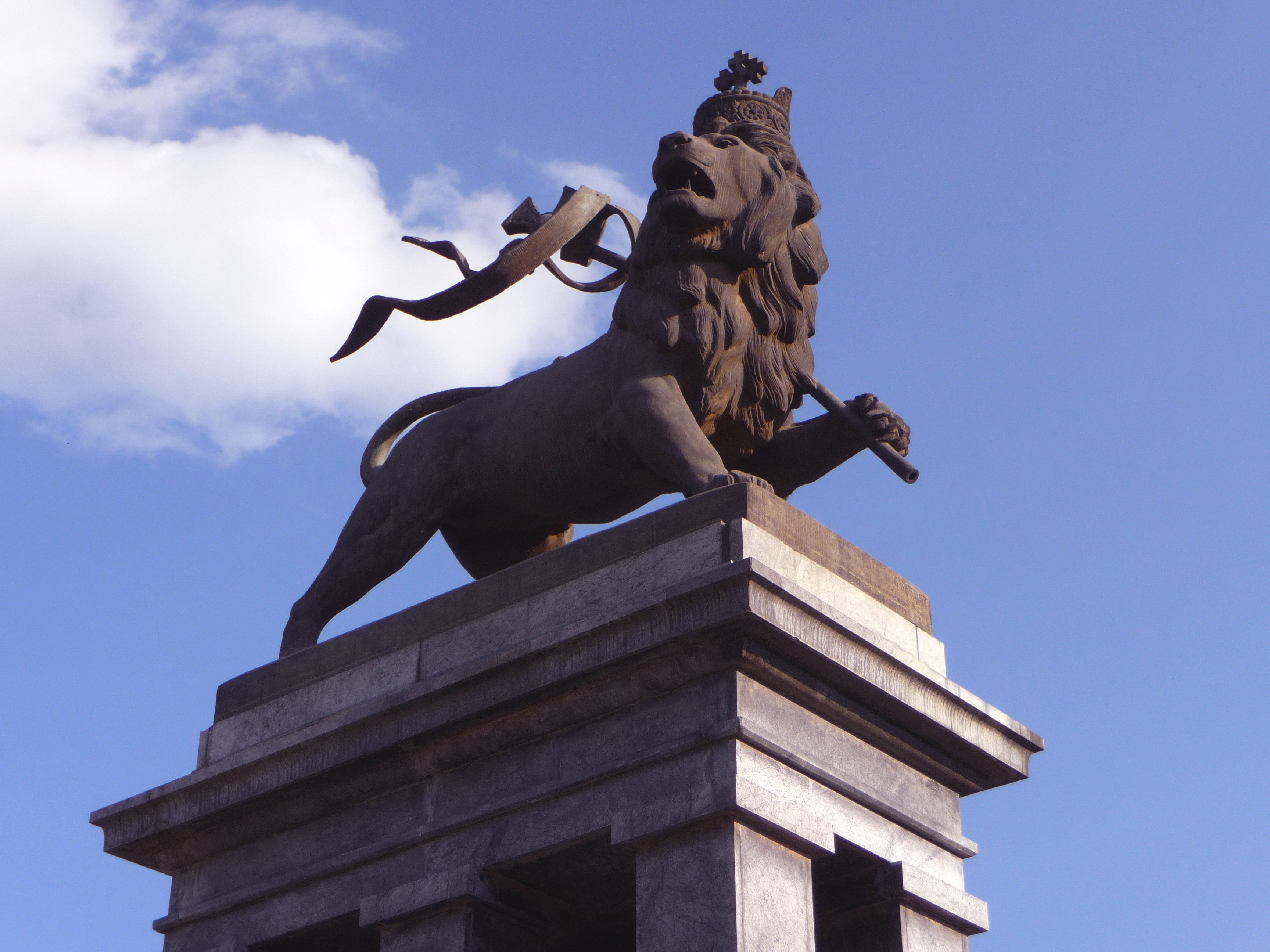
Il monumento al Leone di Giuda, dal 1960 nuovamente ad Addis Abeba

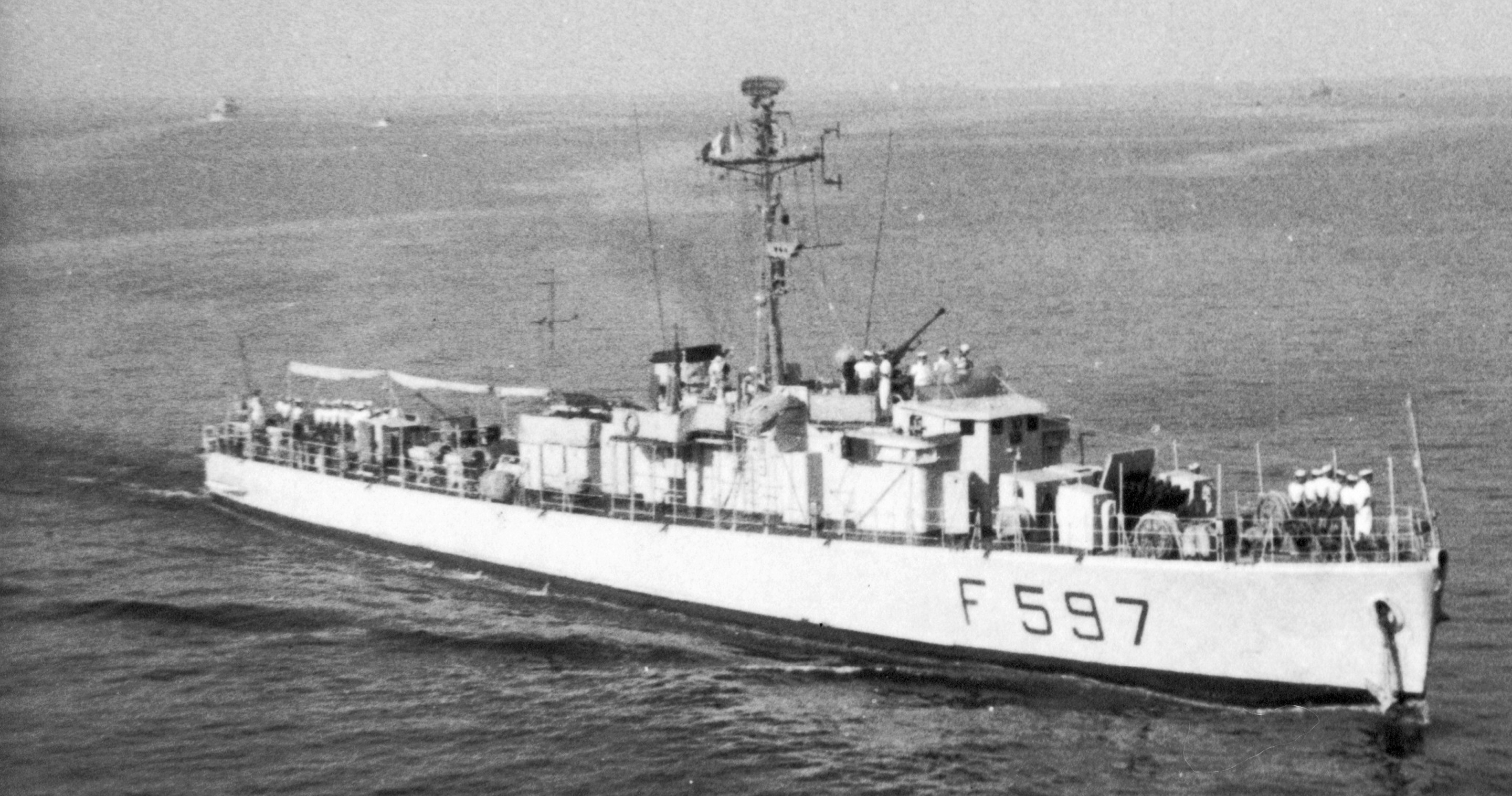
La corvetta Zerai Deres della marina militare etiope fu trasferita nel 1959 all'Italia, che la ribattezzò Vedetta (F 597)

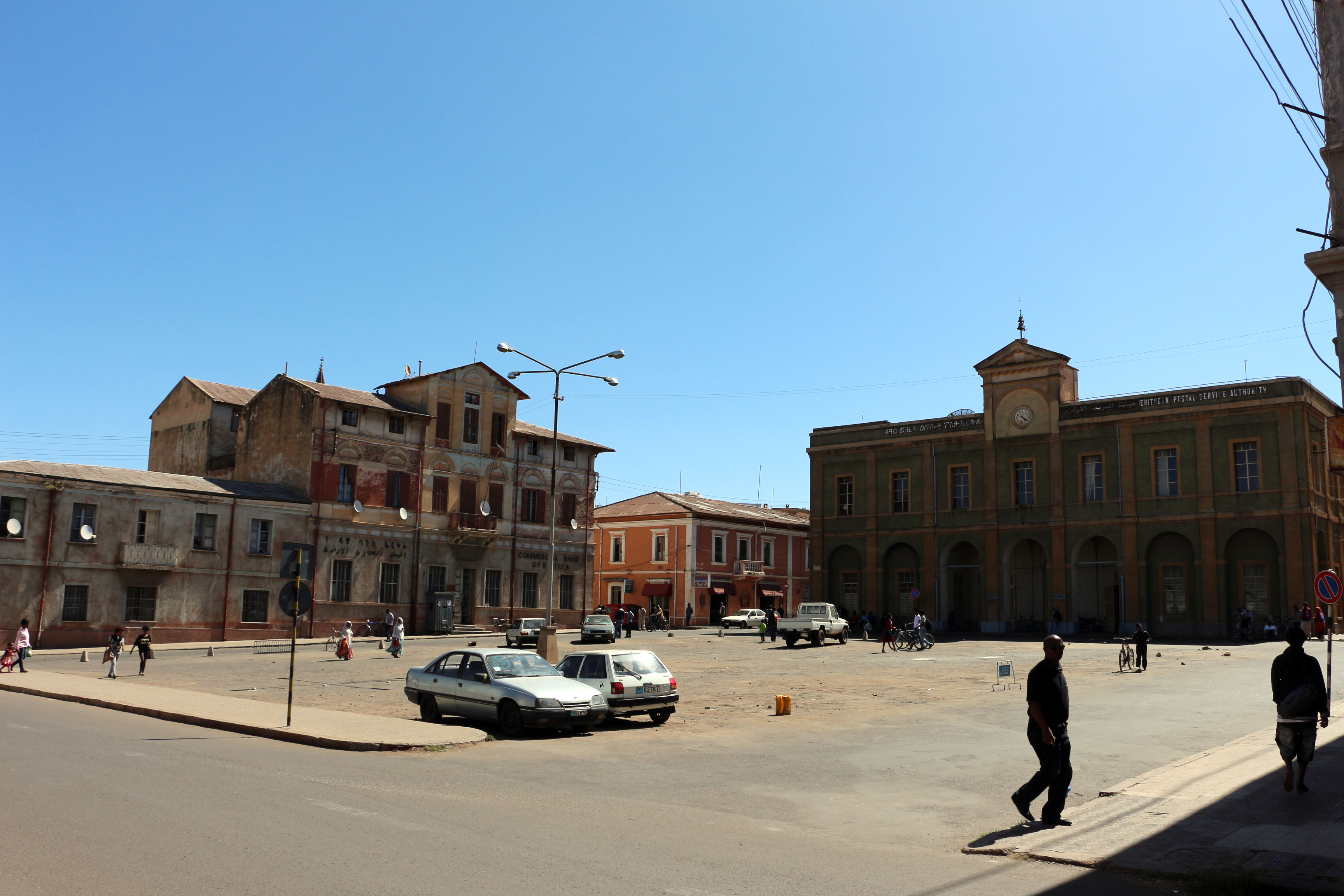
Piazza Zerai Deres ad Asmara

Negli anni 1960 la statua del Leone di Giuda venne restituita dal governo italiano all'Etiopia, e durante la cerimonia della sua nuova erezione ad Addis Abeba nel 1966, l'imperatore Hailé Selassié ricordò il gesto patriottico di Zerai Deres.
Dopo la rivoluzione etiope del 1974, il regime Derg aveva deciso di rimuovere la statua del leone in quanto simbolo monarchico. Tuttavia, gli anziani membri dell'associazione dei veterani di guerra fecero appello al Derg di considerare la memoria di Deres e del suo sacrificio antifascista ispirato da questo stesso simbolo; questa richiesta riuscì così a salvare la statua, che ancora oggi si trova nella piazza della stazione ferroviaria di Addis Abeba.
La prima nave della marina militare etiope, donata dalla United States Navy nel 1956, venne varata proprio con il nome di Zerai Deres. In seguito alla dismissione della prima nave militare, venne dedicata al patriota eritreo anche una corvetta di fabbricazione sovietica varata nel 1968 e affondata nel febbraio nel 1991 nei pressi dell'isola di Nocra.
Una delle principali piazze di Asmara, in cui hanno sede la Banca nazionale d'Eritrea (ex palazzo della Banca d'Italia), il palazzo centrale delle poste (ex tribunale) e altri uffici governativi, in epoca coloniale era chiamata piazza Roma, ma dopo l'indipendenza del paese venne ridenominata e intitolata "piazza Zerai Deres".  Inoltre, sono dedicate all'eroe nazionale anche strade, scuole, alberghi e ristoranti ad Addis Abeba, Asmara, Assab e Massaua.
Durante la guerra eritreo-etiopica (1998-2000), le notizie dal fronte vennero diffuse, oltre che dai normali giornalisti, anche dai nuovi mezzi di comunicazione offerti dalla rete internet: fra i numerosi forum presenti sul web si distinse quello denominato Zerai Deres, Jr.
Nel 2016, in occasione del 75º anniversario della liberazione di Addis Abeba dalla dominazione italiana, è stata emessa in Etiopia una serie di sei francobolli raffigurante gli eroi nazionali, tra cui compare anche Zerai Deres che tiene in pugno una lancia con la bandiera nazionale.
Nel febbraio 2021, in occasione dell'84º anniversario dello Yekatit 12, il collettivo Wu Ming ha lanciato il progetto Viva Zerai! per "decolonizzare" l'odonomastica italiana. Il 6 ottobre 2022 l'Assemblea capitolina ha deciso di celebrare a Roma la "Giornata della memoria per le vittime del colonialismo italiano" da svolgersi il 19 febbraio; la mozione approvata prevede anche di dedicare a Zerai Deres una strada o piazza di Roma.